# Jan Bachowski
Jan Bachowski herbu Korwin (żył w XVIII wieku) – regimentarz warszawski konfederacji barskiej.
5 lipca 1769 został regimentarzem warszawskim przy marszałku Wojciechu Tressenbergu. Rozbił kilkusetosobowy oddział kozaków w Puszczy Kampinoskiej. 25 lutego 1770 jego oddział został rozbity pod Brześciem przez Franciszka Ksawerego Branickiego. 23 czerwca 1772 dostał się do rosyjskiej niewoli i słuch po nim zaginął.